# Nacho Monreal
Ignacio „Nacho“ Monreal Eraso (* 26. února 1986 Pamplona) je bývalý španělský profesionální fotbalista, který hrával na pozici levého obránce. Svoji hráčskou kariéru ukončil v létě 2022 ve španělském Realu Sociedad. Mezi lety 2009 a 2018 odehrál také 22 utkání v dresu španělské reprezentace, ve kterých vstřelil 1 branku.

## Klubová kariéra

### Osasuna
Nacho Monreal je odchovancem španělského klubu CA Osasuna, který sídlí v jeho rodné Pamploně. Za první tým debutoval 22. října 2006 v ligovém utkání proti Valencii. Osasuna tento duel na půdě soupeře prohrála 0:1. Během své první sezony odehrál deset ligových utkání a dalších šest si připsal v evropských pohárech. V Poháru UEFA postoupil jeho tým až do semifinále, kde byl vyřazen Sevillou. V sezoně 2007/08 si upevnil svojí pozici v základní sestavě a na postu levého obránce hrával pravidelně až do roku 2011, kdy klub opustil.

### Málaga
Dne 10. června 2011 přestoupil Monreal za částku 6 milionů eur do Málagy. Ve své první sezoně bojoval o místo v základní sestavě s Portugalcem Eliseem, přesto dokázal odehrát 31 ligových zápasů. Klub skončil v Primera División na čtvrté příčce a poprvé v historii se kvalifikoval do Ligy Mistrů. Svůj první gól v dresu Málagy vstřelil 27. ledna 2013 v utkání proti Mallorce a dopomohl tak svému týmu k vítězství 3:2.

### Arsenal
Dne 31. ledna 2013 přestoupil za částku pohybující se kolem 10 milionů liber do anglického Arsenalu. První utkání v novém působišti odehrál 2. února 2013 v ligovém duelu proti Stoke City. Arsenal tento zápas vyhrál 1-0 a Monreal odehrál celé utkání. Nacho Monreal vstřelil svůj první gól za Arsenal v ligovém zápase proti Swansea City a dokázal tak skórovat v jednom ze svých prvních odehraných zápasů za Arsenal, úspěšnější byl v moderní éře Arsenalu jen Ashley Cole. Tento gól také vstřelil svou první střelou, která mířila na branku.

## Reprezentační kariéra
V dresu španělské reprezentace debutoval 12. srpna 2009 v přátelském utkání ve Skopje proti domácí Makedonii. Do utkání zasáhl jako náhradník, když 15 minut před koncem zápasu střídal Joana Capdevilu. Španělsko svého soupeře porazilo 3:2.

## Úspěchy

### Klubové
Arsenal
- FA Cup: 2013/14, 2014/15
- FA Community Shield : 2014

## Statistiky

### Klubové
Aktualizováno k 13. 12. 2014
| Klub             | Sezóna           | Liga   | Liga | Poháry | Poháry | Evropa | Evropa | Ostatní | Ostatní | Celkem | Celkem |
| Klub             | Sezóna           | Starty | Góly | Starty | Góly   | Starty | Góly   | Starty  | Góly    | Starty | Góly   |
| ---------------- | ---------------- | ------ | ---- | ------ | ------ | ------ | ------ | ------- | ------- | ------ | ------ |
| Osasuna B        | 2004–05          | 1      | 0    | 0      | 0      | –      | –      | –       | –       | 1      | 0      |
| Osasuna B        | 2005–06          | 35     | 3    | 0      | 0      | –      | –      | –       | –       | 35     | 6      |
| Osasuna B        | Celkem           | 36     | 3    | 0      | 0      | 0      | 0      | –       | –       | 36     | 3      |
| CA Osasuna       | 2006–07          | 10     | 0    | 3      | 0      | 6      | 0      | –       | –       | 19     | 0      |
| CA Osasuna       | 2007–08          | 27     | 1    | 0      | 0      | –      | –      | –       | –       | 27     | 1      |
| CA Osasuna       | 2008–09          | 28     | 0    | 1      | 0      | –      | –      | –       | –       | 29     | 0      |
| CA Osasuna       | 2009–10          | 31     | 1    | 6      | 0      | –      | –      | –       | –       | 37     | 1      |
| CA Osasuna       | 2010–11          | 31     | 1    | 1      | 0      | –      | –      | –       | –       | 32     | 1      |
| CA Osasuna       | Celkem           | 127    | 3    | 11     | 0      | 6      | 0      | –       | –       | 144    | 3      |
| Málaga CF        | 2011–12          | 31     | 0    | 2      | 0      | –      | –      | –       | –       | 33     | 0      |
| Málaga CF        | 2012–13          | 14     | 1    | 3      | 0      | 4      | 0      | –       | –       | 21     | 1      |
| Málaga CF        | Celkem           | 45     | 1    | 5      | 0      | 4      | 0      | –       | –       | 54     | 1      |
| Arsenal FC       | 2012–13          | 10     | 1    | 1      | 0      | 0      | 0      | –       | –       | 11     | 1      |
| Arsenal FC       | 2013–14          | 23     | 0    | 5      | 0      | 8      | 0      | –       | –       | 36     | 0      |
| Arsenal FC       | 2014–15          | 11     | 0    | 0      | 0      | 5      | 0      | 1       | 0       | 17     | 0      |
| Arsenal FC       | Celkem           | 44     | 1    | 6      | 0      | 13     | 0      | 1       | 0       | 64     | 1      |
| Celkem v kariéře | Celkem v kariéře | 252    | 8    | 22     | 0      | 23     | 0      | 1       | 0       | 298    | 8      |